# Danemark aux Jeux olympiques d'hiver de 2010
Cet article contient des informations sur la participation et les résultats du Danemark aux Jeux olympiques d'hiver de 2010 à Vancouver au Canada.

## Cérémonies d'ouverture et de clôture

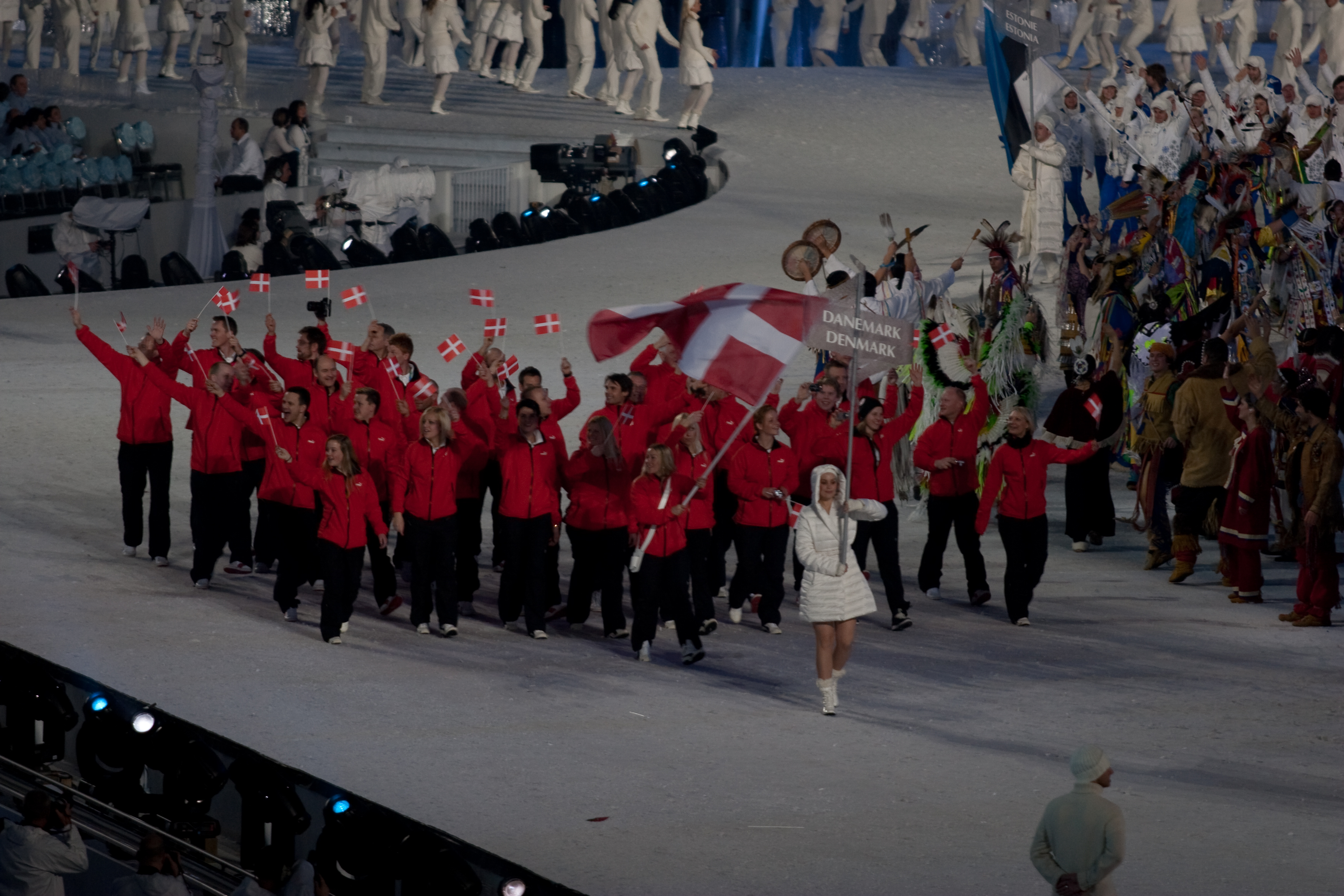
Entrée de la délégation danoise lors de la cérémonie d'ouverture.

Comme cela est de coutume, la Grèce, berceau des Jeux olympiques, ouvre le défilé des nations, tandis que le Canada, en tant que pays organisateur, ferme la marche. Les autres pays défilent par ordre alphabétique. Le Danemark est la 24e des 82 délégations à entrer dans le BC Place Stadium de Vancouver au cours du défilé des nations durant la cérémonie d'ouverture, après la Corée du Nord et avant l'Estonie. Cette cérémonie est dédiée au lugeur géorgien Nodar Kumaritashvili, mort la veille après une sortie de piste durant un entraînement. Le porte-drapeau du pays est la skieuse acrobatique Sophie Fjellvang-Sølling.
Lors de la cérémonie de clôture qui se déroule également au BC Place Stadium, les porte-drapeaux des différentes délégations entrent ensemble dans le stade olympique et forment un cercle autour du chaudron abritant la flamme olympique. Le drapeau danois est alors porté par le curleur Johnny Frederiksen.

## Engagés par sport

### Biathlon
Hommes
- Oystein Slettemark

### Curling
Hommes
- Johnny Frederiksen
- Bo Jensen
- Mikkel Poulsen
- Ulrik Schmidt
- Lars Vilandt

Femmes
- Denise Dupont
- Madeleine Dupont
- Ane Hanse
- Angelina Jensen
- Camilla Jensen
- Madeleine Dupont

### Ski acrobatique
Femmes
- Sophie Fjellvang-Soelling

### Ski alpin
Hommes
- Johnny Albertsen
- Markus Kilsgaard

Femmes
- Yina Moe-Lange

### Snowboard
Femmes
- Julie-Wendel Lundholdt

### Ski de fond
Hommes
- Jonas Thor

### Patinage de vitesse
Femmes
- Catherine Grage

## Diffusion des Jeux au Danemark
Les Danois peuvent suivre les épreuves olympiques en regardant la chaîne TV 2, ainsi que les chaînes DR1 et DR2 du groupe Danmarks Radio, mais aussi sur le câble et le satellite sur Eurosport. Danmarks Radio, TV 2, Eurosport et Eurovision permettent d'assurer la couverture médiatique danoise sur Internet.